# Re dei Re (statua)
Il Re dei Re era una statua raffigurante Gesù, costruita lungo l'autostrada Interstate 75 sulla costa occidentale degli Stati Uniti d'America. Si trovava all'esterno della Solid Rock Church, una megachurch cristiana di 4000 membri, situata nei pressi di Monroe, nell'Ohio. Il 15 giugno 2010 è stata distrutta da un fulmine e dall'incendio che ne è scaturito.
Situata sul lato esterno dell'anfiteatro che si affaccia sulla Interstate, l'opera era stata collocata su un'isoletta in corrispondenza della fonte battesimale della chiesa e rappresentava un colossale Gesù a mezzo busto con la testa e le mani protese verso il cielo. Era alta 13 metri considerando le braccia sollevate e la croce cristiana alla sua base di 12 metri. La statua complessivamente pesava 7 tonnellate. Al suo posto nel 2012 è stata costruita un'altra statua colossale raffigurante Cristo, la Lux Mundi.

## Costruzione
Fu disegnata da Brad Coriell, scolpita da James Lynch e assemblata da Mark Mitten.
La statua venne completata nel settembre 2004 per la cifra di circa 250 000 dollari.

## Popolarità e soprannomi
Sin dalla sua erezione, la statua ha fatto fantasticare gli americani per via della sua posa inconsueta e delle sue dimensioni imponenti che incombevano su coloro che in macchina passavano per quel tratto di autostrada. Sono perciò nati alcuni nomignoli, votivi o anche derisori, dai vicini di casa o dai frequentatori dell'autostrada:
- Big J[1]
- Big Butter Jesus ("Grande Gesù di burro")[4]
- Touchdown Jesus ("Gesù Touchdown", perché il gesto con le braccia è molto simile a quello fatto dagli arbitri di football americano per indicare una meta)[1]
- Super Jesus[1]
- Gesù delle sabbie mobili, perché sembra che stia affondando.[senza fonte]
- Gesù Terminator, dopo aver preso fuoco.[senza fonte]
- MC 62-Foot Jesus (un nomignolo ispirato al musicista MC 900 Ft. Jesus)[1]

La statua è stata anche ridicolizzata da un paio di canzonette di abitanti locali:
- Il comico Heywood Banks ha composto una canzone in omaggio alla statua, Big Butter Jesus.[1]
- Il cantautore Robbie Schaefer della locale band Eddie from Ohio ha scritto la canzone Monroe, OH dopo aver guidato per quell'autostrada di fianco alla statua.[5]

## Distruzione
Il 15 giugno 2010 la statua è stata incenerita da un fulmine. La statua, costruita con polistirolo e rivestita da uno strato di vetroresina, è stata sbriciolata dalle fiamme che ne hanno risparmiato solo l'impalcatura metallica interna.